# Малабарская пигалица
Малабарская пигалица (лат. Vanellus malabaricus) — вид птиц из семейства ржанковых.

## Распространение
Эндемики Индийского субконтинента. Обитают в Индии, где они обычны, Пакистане, Непале, Бангладеш и на Шри-Ланке.

## Описание

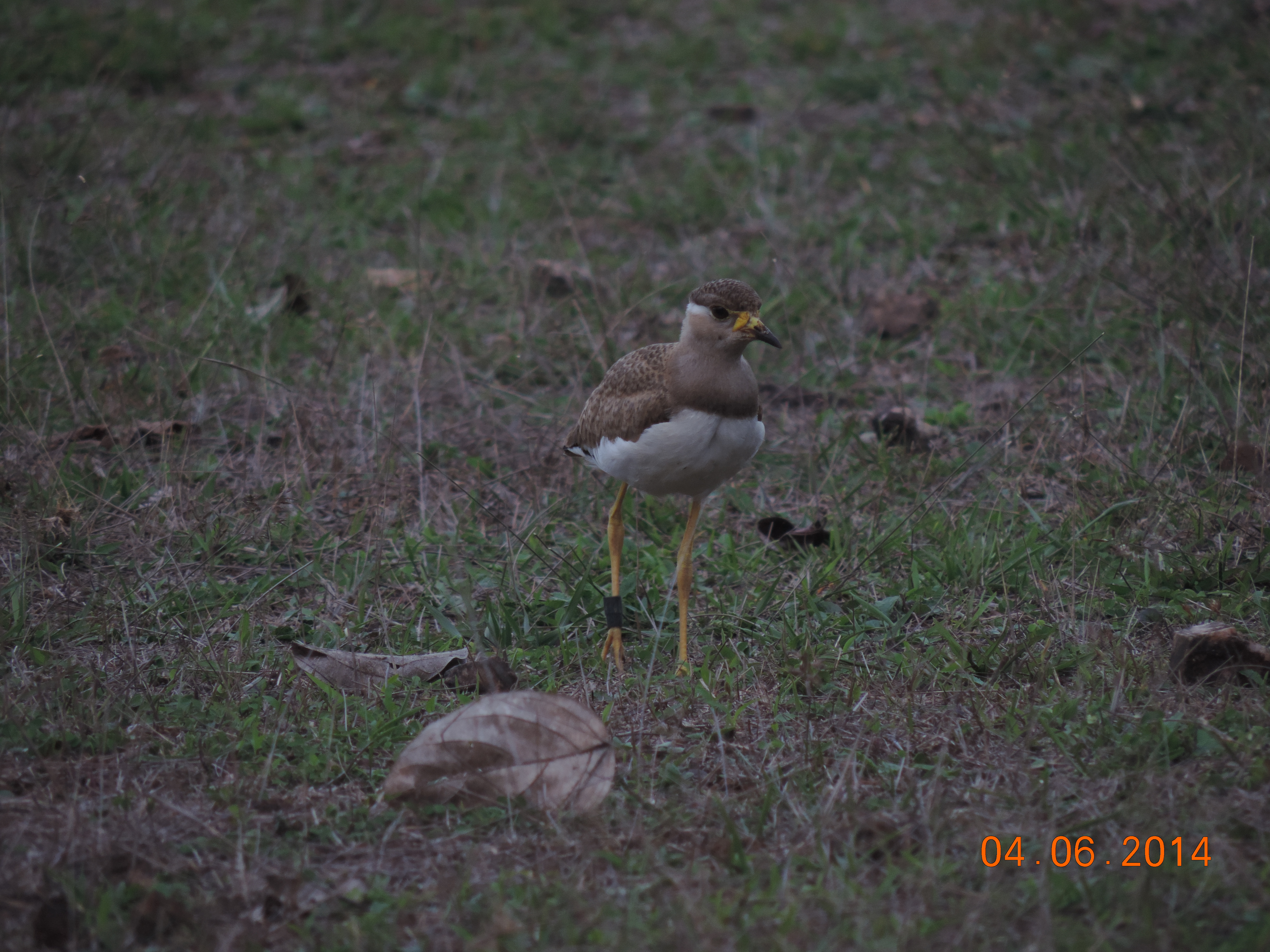
Молодые особи (7 недель от роду)

Кулики среднего размера. Окрас светло-коричневый, чёрная корона на голове отделена от коричневой шеи широкой белой полосой.

## Биология
Эти птицы не мигрируют, хотя совершают некоторые сезонные передвижения под влиянием дождей. В кладке 4 яйца. Родители смачивают перья на грудке в водоемах, «купаясь» там до 10 минут, что может использоваться для охлаждения кладки или птенцов.
Питаются жуками, термитами и другими беспозвоночными. На представителях вида паразитирует клещ Magimelia dolichosikya.
МСОП присвоил виду охранный статус LC.